# Jens Pedersen (politiker, 1806-1861)
 For alternative betydninger, se Jens Pedersen. (Se også artikler, som begynder med Jens Pedersen)
Jens Pedersen (født 24. juli 1806 i Møgelby i Søby Sogn ved Hammel, død 19. oktober 1861) var en dansk gårdmand og politiker.
Pedersen var søn af gårdfæster Peder Nielsen. Han drev kvæg- og hestehandel i Nordtyskland, Belgien og Frankrig fra 1828 til 1834. Herefter blev han gårdfæster på sine svigerforældres gård i Røgen Sogn, nabosogn til hans fødesogn Søby Sogn. Han købte gården i 1852. Pedersen var sogneforstander 1842-1847.
Han var medlem af Folketinget valgt i Århus Amts 3. valgkreds (Skjoldelevkredsen) fra 4. august 1852 til 14. juni 1861 hvor han ikke længere stillede op. Han blev i 1856 valgt til Rigsrådet af Folketinget.